# Nicodim Feodotov
Mitroplitul Nicodim (născut Nichifor Feodotov, rusă Никифор Федотов; 1855 - 15 octombrie 1926, Slava Rusă, Tulcea) a fost al cincilea Mitropolit ortodox de rit vechi de Fântâna Albă.
A fost diacon la Jurilovca, apoi preot la Sarichioi, după care, pe 13 octombrie 1919, a fost uns ca Episcop de Tulcea, de către Mitropolitul Macarie. După moartea Episcopului Leontie de Slava, a fost și Episcop de Slava.
Ca Mitropolit a fost uns pe 1 octombrie 1924 și a stat doi ani în această funcție. A murit pe 15 octombrie 1926, la 71 de ani, la Mănăstirea de călugari Uspenia din Slava Rusă, județul Tulcea, unde este înmormântat.